# Adolf Dyroff

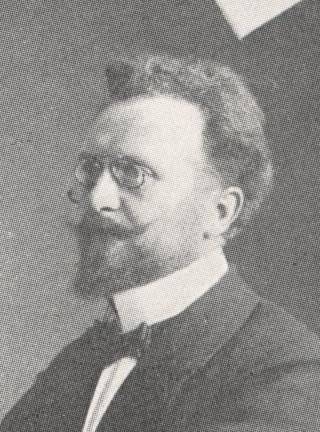
Professor Adolf Dyroff, um 1905

Adolf Dyroff (* 2. Februar 1866 in Damm; † 3. Juli 1943 in München) war ein deutscher Philosoph.

## Leben
Er wurde in Damm, Bezirksamt Aschaffenburg, geboren, wuchs im benachbarten Aschaffenburg auf und studierte von 1884 bis 1888 in Würzburg und Bonn Altertumswissenschaft, Germanistik, Geschichte, Kunstgeschichte und Philosophie. Seine beiden Vettern – vgl. Stadt- und Stiftsarchiv Aschaffenburg, Heimatregister, D 1, Tab. 84 (Andreas Dyroff 1824–1878, Vater von Karl und Anton) u. Tab. 214 (Heinrich Dyroff 1834–1879, Bruder von Andreas und Vater von Adolf) – Karl und Anton waren ebenfalls Professoren, die in München habilitierten.
Dyroff promovierte 1892 in Würzburg, wechselte danach als Lehrer an das Humanistische Gymnasium der Stadt und habilitierte sich 1899 in München. 1901 wurde er zum außerordentlichen Professor an der Universität Freiburg ernannt und 1903 folgte er dem Ruf an die Bonner Universität. Dort lehrte er bis 1934 katholische Philosophie, in den Jahren 1925 und 1926 war er Dekan der Fakultät.
Anfang der 1920er Jahre setzte Dyroff sich entschieden für den Wiederaufbau des Universitätshauptgebäudes ein, das nach dem verheerenden Brand von 1777 nicht mehr vollständig aufgebaut worden war. Für die Nationalsozialisten war er als tiefreligiöser Mensch nicht tragbar und wurde 1934 zwangsemeritiert. Seitens der NSDAP wurde auch verhindert, dass Dyroff die Goethe-Medaille für Kunst und Wissenschaft verliehen wurde. 1943 starb Adolf Dyroff in München. In seinem Geburtsort Aschaffenburg-Damm und in Bonn wurde jeweils eine Straße nach ihm benannt.
Dyroff war seit seinen Studententagen ein sehr aktives Mitglied im katholischen Korporationsverband KV. In Würzburg war er aktiv im K.St.V. Normannia und in München in der K.S.St.V. Alemannia, in dessen Festschrift zum 25. Gründungsjubiläum er auch 1906 erwähnt und abgebildet ist (Jahrgang 1885/86). In Bonn wurde er Ehrenphilister des K.St.V. Arminia und des K.St.V. Vandalia, alle im KV. Seit 1907 war er Ehrenmitglied der KDStV Ripuaria Bonn und seit 1920 der KDStV Bavaria Bonn, beide im CV. Seit 1912 war er Mitglied des Akademisch-Wissenschaftlichen Vereins Renaissance. Dyroff war außerdem Mitglied des Philologischen Vereins Bonn im Naumburger Kartellverband.

## Werk und Bedeutung
Dyroff galt als profunder Kenner der Geschichte der Philosophie und als einer der bedeutendsten katholischen Denker in der ersten Hälfte des 20. Jahrhunderts. Seine wissenschaftliche Lebensaufgabe sah er darin, die abendländische Philosophie als Einheit zu sehen. Er hat wohl als erster die Bedeutung der Renaissance-Philosophie erkannt. Dass er versuchte, den katholischen Glauben an die neuzeitliche Philosophie heranzuführen, wurde von katholischer Seite z. T. kritisiert. Von seinen Studenten, etwa Heinrich Lützeler und Johannes Maria Verweyen, wurde er liebevoll Papa Dyroff genannt. Seine bedeutendsten Schüler waren Peter Wust und Theodor Steinbüchel. Auch Martin Honecker und Erich Feldmann waren seine Schüler.
Da er vom inneren Zusammenhang jeglicher Kultur überzeugt war, umfassten seine Forschungen auch die klassische Altertumswissenschaft, die Literatur und die Kunst- und Religionsgeschichte. Sein Text „Das Schöne in der Geschichte“ ist durch (typisch katholische) Warnungen vor der Faszination des Sexuellen gekennzeichnet. Kritisch beurteilt Dyroff insbesondere Basedows „Elementarwerk“. Stattdessen favorisiert er eine Vorbildästhetik des Sittlichen (Vgl. „Betrachtungen über Geschichte“, S. 46), fordert dabei aber durchaus eine realistische „Weltanschauung, die ... von verstiegenem Idealismus und von glättender Schönfärberei“ frei ist (ebd., S. 53). Dabei beschränkte er seine Tätigkeit keineswegs nur auf die Universität. In vielen Vorträgen und Zeitungsbeiträgen verbreitete er seine Ideen in der Öffentlichkeit, solange dies möglich war.

## Werke
- Die Ethik der alten Stoa (1897)
- Demokritstudien (1899)
- Über den Existenzialbegriff (1902)
- Einführung in die Psychologie (1908)
- Was bedeutet „Kulturvolk“? Nietzsche und der deutsche Geist. Bonn (1915). Digitalisat.
- Religion und Moral (1925)
- Betrachtungen über Geschichte (1926)
- Über die wissenschaftliche Aktivität der deutschen Katholiken (Akademische Monatsblätter 1928)
- Über das Verhältnis von Medizin und Naturwissenschaft in der Renaissance (1937)
- Der Gottesgedanke bei den europäischen Philosophen (1941)
- Einleitung in die Philosophie (1950, posthum)
- Ästhetik des tätigen Geistes (1950 posthum)